# Золотарівка (Донецький район)
Золотарі́вка — село Харцизької міської громади Донецького району Донецькій області, Україна. Населення становить 1240 осіб.

## Географія
На північно-східній околиці села бере початок Балка Харцизька.

## Загальні відомості
Відстань до райцентру становить близько 25 км і проходить автошляхом Н21.
Землі села відірвані від основної частини Шахтарського району і перебувають в оточенні із заходу смт Гусельське Пролетарська селищна рада Макіївки, з півночі м. Харцизьк та на північному сході с-ще. Водобуд Харцизька міська рада Донецької області.
Унаслідок російської військової агресії із серпня 2014 р. Золотарівка перебуває на тимчасово окупованій території.

## Населення
За даними перепису 2001 року населення села становило 1240 осіб, із них 18,55 % зазначили рідною мову українську та 81,45 % — російську.